# Щитники (гміна)
Гміна Щитники (пол. Gmina Szczytniki) — сільська гміна у північно-західній Польщі. Належить до Каліського повіту Великопольського воєводства.
Станом на 31 грудня 2011 у гміні проживало 7949 осіб.

## Територія
Згідно з даними за 2007 рік площа гміни становила 110.66 км², у тому числі:
- орні землі: 89.00%
- ліси: 4.00%

Таким чином, площа гміни становить 9.54% площі повіту.

## Населення
Станом на 31 грудня 2011:
| Опис     | Загалом | Загалом | Чоловіки | Чоловіки | Жінки | Жінки |
| -------- | ------- | ------- | -------- | -------- | ----- | ----- |
| одиниця  | осіб    | %       | осіб     | %        | осіб  | %     |
| все      | 7949    | 100     | 3945     | 49.63    | 4004  | 50.37 |
| міське   | 0       | 100     | 0        |          | 0     |       |
| сільське | 7949    | 100     | 3945     | 49.63    | 4004  | 50.37 |

## Сусідні гміни
Гміна Щитники межує з такими гмінами: Бжезіни, Блашкі, Ґодзеше-Вельке, Ґощанув, Козьмінек, Опатувек.